# Udo Ulfkotte
Udo Konstantin Ulfkotte, född 20 januari 1960 i Lippstadt i Nordrhein-Westfalen, död 13 januari 2017, var en tysk journalist och statsvetare. Han var mellan åren 1986 och 2003 utrikespolitisk redaktör för tidningen Frankfurter Allgemeine Zeitung (FAZ), och etablerade sig därefter som kritiker av västerländska medier och islam.

## Biografi
Ulfkotte studerade bland annat statsvetenskap och rättvetenskap i Freiburg im Breisgau och London. År 1986 avlade han doktorsexamen vid Freiburgs universitet. Under åren som redaktör på FAZ bodde han enligt egen utsago bland annat i Irak, Iran, Afghanistan, Saudiarabien, Oman, Förenade arabemiraten, Egypten och Jordanien. Han sade sig under perioden i Mellanöstern ha konverterat till islam, men blev senare pånyttfödd kristen.
Efter tiden som redaktör profilerade Ulfkotte sig som islamkritiker. Han var år 2006 med och grundade föreningen Pax Europa, som bland annat anordnade demonstrationer mot "islamiseringen av Europa", men lämnade gruppen två år senare eftersom han ansåg att den blivit för extrem.
I boken Gekaufte Journalisten ("Köpta journalister") från 2014 anklagar Udo Ulfkotte västerländska, och i synnerhet tyska, journalister för att vara korrupta. Han hävdar bland annat, att de amerikanska och tyska underrättelsetjänsterna CIA och BND mutar journalister för att få dem att sprida propaganda för Nato – något som enligt Ulfkotte drabbade honom själv under tiden på FAZ.